# Майк Данем
Майкл Френсіс Данем (англ. Michael Francis Dunham; 1 червня 1972, м. Джонсон-Сіті, США) — американський хокеїст, воротар. Тренер воротарів «Нью-Йорк Айлендерс».
Виступав за Університет Мена (NCAA), «Олбані-Рівер Ретс» (АХЛ), «Нью-Джерсі Девілс», «Нашвілл Предаторс», «Мілвокі Адміралс» (ІХЛ), «Нью-Йорк Рейнджерс», ХК «Шеллефтео», «Атланта Трешерс», «Нью-Йорк Айлендерс».
В чемпіонатах НХЛ — 394 матчі. У чемпіонатах Швеції (Оллсвенскан) — 13 матчів.
У складі національної збірної США учасник зимових Олімпійських ігор 1994 і 2002 (5 матчів), учасник чемпіонатів світу 1992, 1993 і 2004 (8 матчів). У складі молодіжної збірної США учасник чемпіонатів світу 1991 і 1992.
Досягнення
- Срібний призер зимових Олімпійських ігор (2002)
- Бронзовий призер молодіжного чемпіонату світу (1992)

Нагороди
- Трофей Вільяма М. Дженнінгса (1997)
- Трофей Джека А. Баттерфілда (1995)

Тренерська кар'єра
- Тренер воротарів «Нью-Йорк Айлендерс» (з 2008, НХЛ).